# Переворот у Болгарії 1886

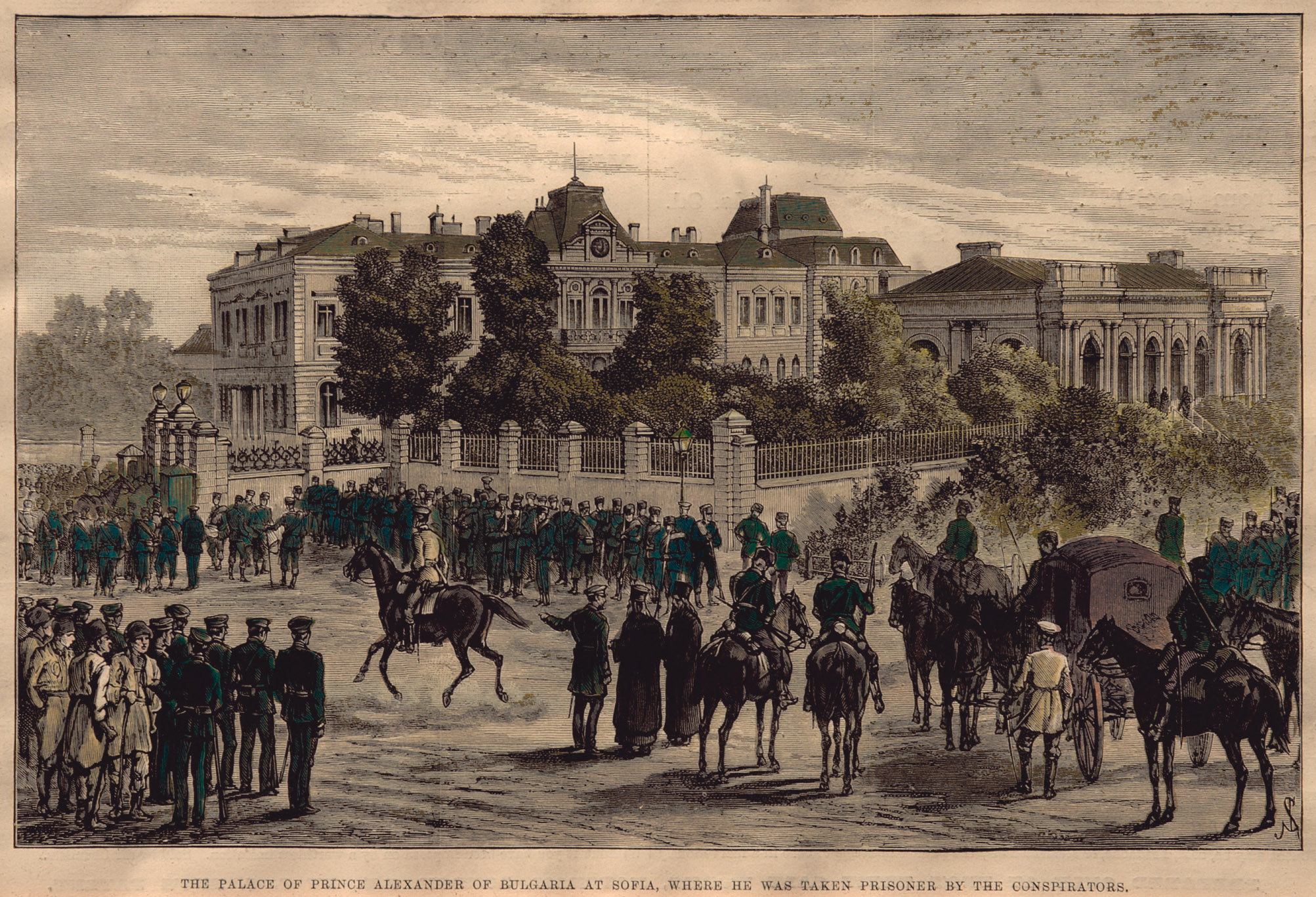
Палац князя Олександра I, де він був заарештований змовниками (невідомий. автор)

Державний переворот в Болгарії 1886 року, також відомий як переворот 9 серпня (болг. Деветоавгустовски преврат) — спроба скинення з болгарського престолу князя Олександра Баттенберга, що сталася 9 (21) серпня 1886 року. Незважаючи на те, що спроба виявилася невдалою і завершилася контрпереворотом, в кінцевому підсумку вона призвела до зречення Олександра Баттенберга і важкої політичної кризи в країні.

## Передісторія
Після Російсько-турецької війни 1877—1878 років Болгарія була звільнена від турецького панування. Влада над країною здобув князь Олександр Баттенберг, племінник російського царя Олександра II. Після вбивства Олександра ІІ у 1881 році його змінив Олександр III, який відрізнявся консервативними настроями.
Після анексії Східної Румелії (у болгарській історіографії об'єднання Болгарії із Східною Румелією) 1885 року, яка не була схвалена Російською імперією, російсько-болгарські відносини погіршилися. Невдоволення російського двору діями князя позначилося на російській політиці щодо болгарського князівства. Це давало привід для лютих нападок на Баттерберга з боку проросійських політичних груп (Прогресивно-ліберальної партії Цанкова і Народної партії Східної Румелії), переконаних, що заступництво Російської імперії необхідно для збереження незалежної Болгарії в межах, визначених Сан-Стефанським договором. Чутки про підготовку нового нападу Сербії також вимагали якнайшвидшого врегулювання відносин з Російською імперією: ослаблена після війни 1885 року в матеріальному і фінансовому відношенні болгарська армія була вразлива, кадрова політика в армії також викликала невдоволення.

## Події перевороту

### Підготовка
Організаторами перевороту стали: начальник Військового училища Петро Груєв, генерали Анастас Бендерев, Радко Димитрієв і Георгій Вазов. У змові брав участь і російський військовий аташе у Болгарії полковник Сахаров.
Наприкінці липня — на початку серпня, під приводом підготовки до оборони від майбутнього сербського нападу, Бендерев почав розміщення військ біля Софії, одночасно вірні князю підрозділи були відіслані: дві дружини 1-го піхотного полку вирушили будувати оборонні споруди у Сливниці, 1-й кавалерійський полк відбув на навчання до Самокова, 2-й (Струмський) піхотний полк перекинутий до Перника, в Софії залишився посвячений у змову 1-й артилерійський полк. Груєв вів переговори з міністром-головою Петко Каравеловим і військовим міністром Костянтином Нікіфоровим, які погодилися просити князя про зречення, але брати участь у змові відмовилися.

### Повалення Олександра Баттенберга і формування тимчасового уряду
В ніч з 8 на 9 серпня 1886 року частини Струмського полку і юнкери Військового училища увійшли до Софії, нейтралізували війська, що залишилися в місті й оточили князівський палац. Олександра Баттенберга заарештували і примусили підписати указ про зречення від престолу. Тим же ранком його відвезли до Оряхово і депортували до Російської імперії Дунаєм.
Змовники не мали чіткого плану подальших дій. Вони сподівалися сформувати уряд за участі всіх політичних партій, але зіткнулися з протидією Каравелова та інших провідних політиків. До вечора, після консультацій з міністерством закордонних справ Росії, було оголошено склад тимчасового уряду, який очолив митрополит Климент Тирновський. 10 серпня велика частина військових підрозділів присягнула новому уряду. Багато болгарських офіцерів та політиків, втім, не підтримали переворот, в їх числі був голова народного зібрання Стефан Стамболі, що знаходився на той час в Тирново. Нікіфоров відмовився брати участь у тимчасовому уряді, плевенський полк відмовився присягати, а в Севлієво пройшла демонстрація проти нової влади. У варненському полку військові відмовилися підкоритися командиру, який підтримає переворот.

### Контрпереворот
У Пловдиві 10 серпня 1886 року почалася організація контрперевороту, який очолив Сава Муткуров. Його підтримали Димитрій Тончев, інші ліберальні політики та британське консульство. До Пловдіву стали підтягуватися військові частини, що не визнали новий уряд, з Пазарджика, Хасково і Стара-Загори. 11 серпня Стамболов видав прокламацію і призначив Муткурова головнокомандувачем болгарської армії. Муткуров пред'явив тимчасовому уряду ультиматум з вимогою скласти повноваження протягом 24 годин під страхом смертної кари. В ніч з 11 на 12 серпня в Сливниці повстав 1-й піхотний полк. До 12 серпня прихильники тимчасового уряду виявилися ізольовані в Софії та Шумені. За участю російського генерального консульства було сформовано новий уряд на чолі з Каравеловим. Груєв разом з іншими змовниками утікли з столиці.

### Повернення Баттенберга
Уряд Каравелова заручилося підтримкою Російської імперії, але не було підтримано організаторами контрперевороту в Тирново і Пловдиві. Побоюючись громадянської війни та окупації, Каравелов прагнув відкласти рішення про відновлення княжого престолу до скликання Великого народного зібрання, але Стамболі запросив Баттенберга повернутися до Болгарії як можна швидше. 16 серпня Стамболі оголосив намісниками Петко Славейкова, Георгія Странського і себе. 17 серпня кабінет Каравелова склав з себе повноваження, пловдивські військові частини безкровно зайняли столицю.
Олександр Баттенберг повернувся до Софії 17 серпня, але вже через дев'ять днів, 26 серпня (7 вересня) 1886 року, після чергової безуспішної спроби помиритися з російським імператором він підписав акт про зречення і назавжди покинув Болгарію. Влада перейшла до регентскої ради на чолі з Стамболовим.

## Наслідки
7 липня 1887 року в Болгарії був обраний новий князь — Фердинанд I, представник Саксен-Кобург-Готської династії, племінник австрійського імператора і офіцер австрійської армії. В перші роки його правління провідна роль у внутрішньополітичному житті належала Ліберальній партії Стефана Стамболова, в чиїй зовнішньої політики проявилося помітне охолодження ставлення до Російської імперії. Офіцери — прихильники Росії емігрували до Румунії і в лютому 1887 року знову намагалися організувати переворот в Болгарії, але безуспішно. Відносини між Болгарією і Росією були відновлені лише в 1896 році.